# Голяма орехчова тимелия
Голяма орехчова тимелия (Napothera macrodactyla) е вид птица от семейство Pellorneidae. Видът е почти застрашен от изчезване.